# Apollo 15
A Apollo 15 foi um voo espacial tripulado norte-americano responsável pelo quarto pouso na Lua. Esta foi a primeira missão do Programa Apollo a ser concebida para passar uma estadia mais longa na superfície lunar, além de possuir um foco muito maior em ciência do que em alunissagens anteriores. Também foi a primeira a utilizar o Veículo Explorador Lunar.
A missão foi lançada por um foguete Saturno V em 26 de julho de 1971 e terminou doze dias depois em 7 de agosto, com a exploração lunar ocorrendo entre os dias 30 de julho e 2 de agosto. Os astronautas David Scott e James Irwin alunissaram o módulo lunar Falcon na região de Hadley–Apennine e exploraram a área por meio do Veículo Explorador Lunar, o que lhes permitiu viajar muito mais longe da zona de pouso do que fora possível em missões anteriores. Eles passaram mais de dezoito horas realizando atividades extraveiculares na superfície da Lua e coletaram 77 quilogramas de material.
Ao mesmo tempo, o astronauta Alfred Worden permaneceu em órbita lunar operando sensores e instrumentos no módulo de comando e serviço Endeavour. Ele coletou vários dados sobre a Lua através de uma câmera panorâmica, um espectrômetro de raios gama, uma câmera mapeadora, um altímetro a laser, um espectrômetro de massa e um sub-satélite lançado no final da órbita da Apollo 15. Worden também realizou a primeira caminhada espacial em espaço profundo na viagem de volta. Eles retornaram em segurança e amerissaram no Oceano Pacífico, mesmo com um de seus paraquedas não tendo funcionado.
A missão realizou todos os seus objetivos, porém sua imagem foi manchada por controvérsias no ano seguinte quando foi descoberto que a tripulação tinha levado para a superfície lunar envelopes postais não autorizados, alguns dos quais tinham sido vendidos para um negociante da Alemanha Ocidental. Os três astronautas foram repreendidos por mau julgamento e nunca mais foram para o espaço. A Apollo 15 também é lembrada por ter encontrado a Pedra do Gênesis e por Scott ter usado uma pena e um martelo a fim de validar a teoria de Galileu Galilei de que objetos caem ao mesmo tempo na ausência de ar.

## Antecedentes
A NASA encomendou quinze foguetes Saturno V para alcançar o objetivo do Programa Apollo de realizar um pouso tripulado na Lua até o final da década de 1960; na época não se sabia quantas missões seriam necessárias. O sucesso veio em julho de 1969 com o sexto Saturno V na Apollo 11, restando nove foguetes para um plano de dez alunissagens. Estes planos incluíam uma versão maior e mais pesada da nave Apollo que seria usada nas últimas cinco missões, Apollo 16 a 20. O módulo lunar modificado seria capaz de ficar 75 horas na superfície lunar e carregaria o Veículo Explorador Lunar. O módulo de serviço carregaria um pacote de experimentos orbitais a fim de conseguir mais dados sobre a Lua. A Apollo 15 seria a última das missões de duração normal pelo plano original, com seu local de alunissagem inicialmente sendo a cratera Censorinus. Entretanto, antecipando cortes em seu orçamento, a NASA cancelou em setembro de 1970 as últimas três missões. A Apollo 15 tornou-se a primeira das missões estendidas, conhecidas como missões J, com seu local de alunissagem transferido para Hadley–Apennine, originalmente planejado para a Apollo 19.

## Equipe

### Principal
| Posição                     | Astronauta       |
| --------------------------- | ---------------- |
| Comandante                  | David R. Scott   |
| Piloto do Módulo de Comando | Alfred M. Worden |
| Piloto do Módulo Lunar      | James B. Irwin   |

Scott nasceu em 1932 em San Antonio, Texas, e se formou em 1954 na Academia Militar dos Estados Unidos. Ele serviu na Força Aérea e recebeu dois diplomas avançados do Instituto de Tecnologia de Massachusetts em 1962, sendo selecionado no ano seguinte no Grupo 3 de Astronautas da NASA. Ele voou na Gemini VIII junto com Neil Armstrong e atuou como Piloto do Módulo de Comando da Apollo 9. Worden nasceu em Jackson, Michigan, também em 1932, e, assim como Scott, se formou na Academia Militar dos Estados Unidos (na classe de 1955) e serviu na Força Aérea. Worden conseguiu dois mestrados em engenharia em 1963 pela Universidade de Michigan. Irwin por sua vez nasceu em 1930 em Pittsburgh, Pensilvânia, e se formou em 1951 na Academia Naval dos Estados Unidos, também servindo na Força Aérea e conseguindo um mestrado de Michigan em 1957. Tanto Worden quanto Irwin foram selecionados no Grupo 5 de Astronautas da NASA de 1966 e a Apollo 15 seria o seu único voo espacial.

### Reserva
| Posição                     | Astronauta            |
| --------------------------- | --------------------- |
| Comandante                  | Richard F. Gordon Jr. |
| Piloto do Módulo de Comando | Vance D. Brand        |
| Piloto do Módulo Lunar      | Harrison H. Schmitt   |

Pela rotação normal das tripulações, os três astronautas reservas da Apollo 15 provavelmente voariam na Apollo 18, porém esta foi cancelada. Gordon anteriormente tinha voado na Gemini XI e na Apollo 12. Brand posteriormente voou na Apollo–Soyuz e na STS-5, a primeira missão operacional do Ônibus Espacial. A NASA ficou sob intensa pressão para enviar um cientista profissional para a Lua, assim Schmitt, um geólogo, foi selecionado como Piloto do Módulo Lunar da Apollo 17 no lugar de Joe Engle.

### Suporte
Uma terceira tripulação de astronautas foi adicionada para o Programa Apollo, conhecida como tripulação de suporte. Slayton a criou porque James McDivitt, que comandou a Apollo 9, acreditava que reuniões que necessitariam da presença de um membro da tripulação de voo seriam perdidas, devido às preparações que ocorreriam em instalações por todos os Estados Unidos. Os membros da tripulação de suporte, assim, deveriam ajudar de acordo com as ordens do comandante da missão.
Eles geralmente tinham um nível hierárquico mais baixo, e suas funções consistiam em manter o plano de voo, listas de checagens e regras da missão, e também em garantir que as tripulações principal e reserva fossem notificadas das mudanças. Também desenvolviam procedimentos que deveriam estar prontos quando as tripulações principal e reserva fossem treinar em simuladores. A tripulação de suporte da Apollo 15 consistia em Joseph Allen, Robert Parker e Karl Henize. Os três eram astronautas-cientistas escolhidos no Grupo 6 de 1967, pois os tripulantes principais sentiram que precisavam de mais ajuda em questões relacionadas a ciência do que sobre pilotagem. Ninguém da equipe de suporte voou durante o Programa Apollo, precisando esperar pela chegada do Programa do Ônibus Espacial para finalmente irem para o espaço.

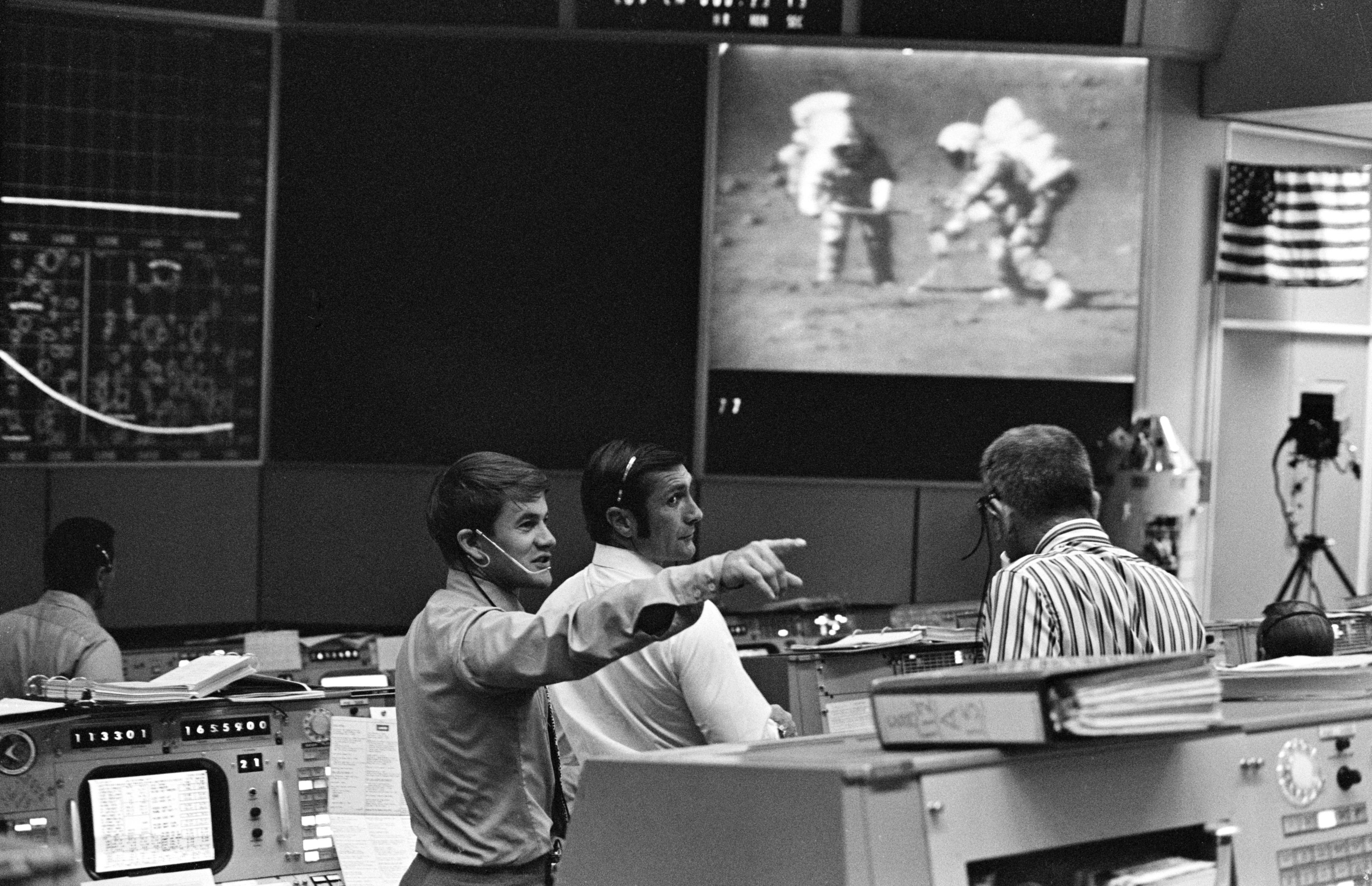
Allen e Gordon no Controle da Missão durante a terceira atividade extraveicular.

### Controle da Missão
O comunicador com a cápsula (CAPCOM) era um astronauta do Controle da Missão em Houston, Texas, que era a única pessoa autorizada a se comunicar diretamente com a tripulação da nave espacial. Os CAPCOMs da Apollo 15 foram: Allen, Brand, Gordon Fullerton, Gordon, Henize, Edgar Mitchell, Parker, Schmitt e Alan Shepard.
Também havia quatro diretores de voo divididos em quatro equipes diferentes, cada uma trabalhando normalmente em turnos de aproximadamente oito horas cada. Para a Apollo 15 os diretores de voo foram Gerald Griffin da equipe ouro, Milton Windler da equipe castanha, Glynn Lunney da equipe preta e Gene Kranz da equipe branca.

## Emblema

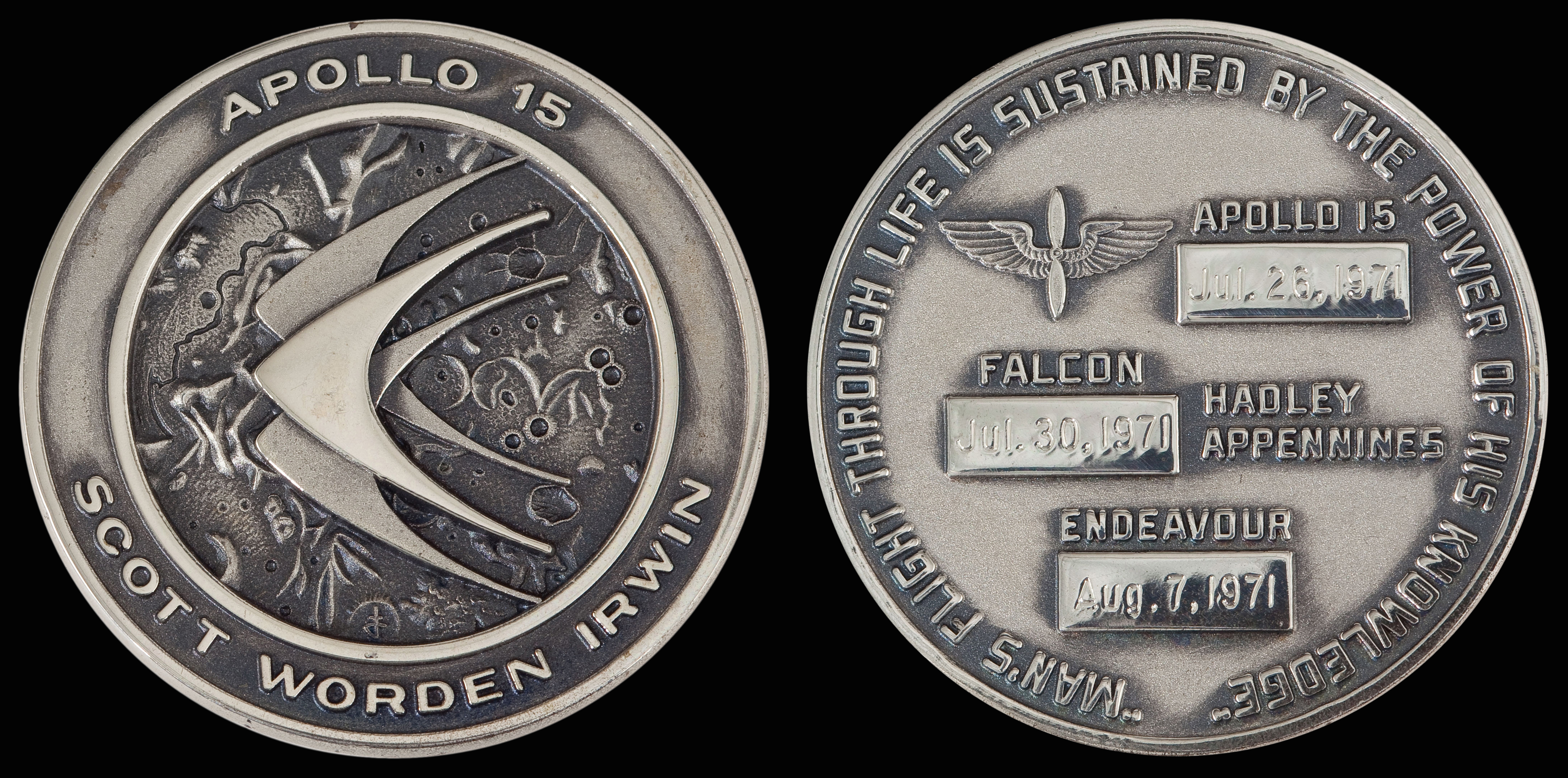
Um medalhão de prata comemorativo que voou na Apollo 15. Este exemplar foi presenteado a Russell Schweickart.

O emblema da missão da Apollo 15 possui uma temática da Força Aérea, uma referência ao serviço militar dos três astronautas, semelhante ao modo como a tripulação da Apollo 12 criou seu emblema com uma temática marítima, por causa de seu passado na Marinha dos Estados Unidos. O emblema circular possui pássaros estilizados em vermelho, branco e azul voando sobre Hadley–Apennine. Logo atrás dos pássaros está uma linha de crateras  que forma o numeral romano XV. Estes foram escondidos nos contornos de algumas crateras depois de a NASA ter insistido que o número da missão fosse mostrado em algarismos indo-arábicos. A arte tem um contorno vermelho, uma faixa branca onde estão o nome da missão e dos astronautas e por fim uma borda azul. Scott tinha entrado em contato com o designer de moda Emilio Pucci para a criação do emblema, com ele criando a ideia básica dos três pássaros em um desenho quadrado. A tripulação alterou o formato para redondo e as cores de azul e verde para as patrióticas vermelho, branco e azul. Worden afirmou que cada pássaro representava um astronauta: o seu em branco, Scott em vermelho e Irwin em azul. As cores também combinavam com os Chevrolet Corvette que os três dirigiam pelo Centro Espacial John F. Kennedy.

## Preparações
Schmitt e os outros astronautas-cientistas pediram por maior espaço para a ciência nas primeiras missões Apollo. Eles muitas vezes enfrentaram o desinteresse de outros astronautas ou viram a ciência ser deslocada por outras prioridades. Schmitt percebeu que necessitava de um professor experiente para despertar o entusiasmo de seus colegas, assim entrou em contato com o geólogo Leon Silver do Instituto de Tecnologia da Califórnia, que o astronauta apresentou a Jim Lovell e Fred Haise, respectivamente Comandante e Piloto do Módulo Lunar da Apollo 13, que então estavam treinando para sua missão. Lovell e Haise se dispuseram a irem para uma expedição de campo junto com Silver e assim a geologia tornou-se uma parte grande de seus treinamentos. O geólogo Farouk El-Baz treinou Ken Mattingly, o Piloto do Módulo de Comando, para informá-lo sobre observações a partir da órbita lunar. Entretanto, as habilidades recém-adquiridas da tripulação não foram utilizadas devido a uma explosão na espaçonave da Apollo 13, que fez com que a alunissagem fosse abortada. Stuart Roosa, o Piloto do Módulo de Comando da Apollo 14, tinha interesse em geologia, porém Shepard, o Comandante, nem tanto.

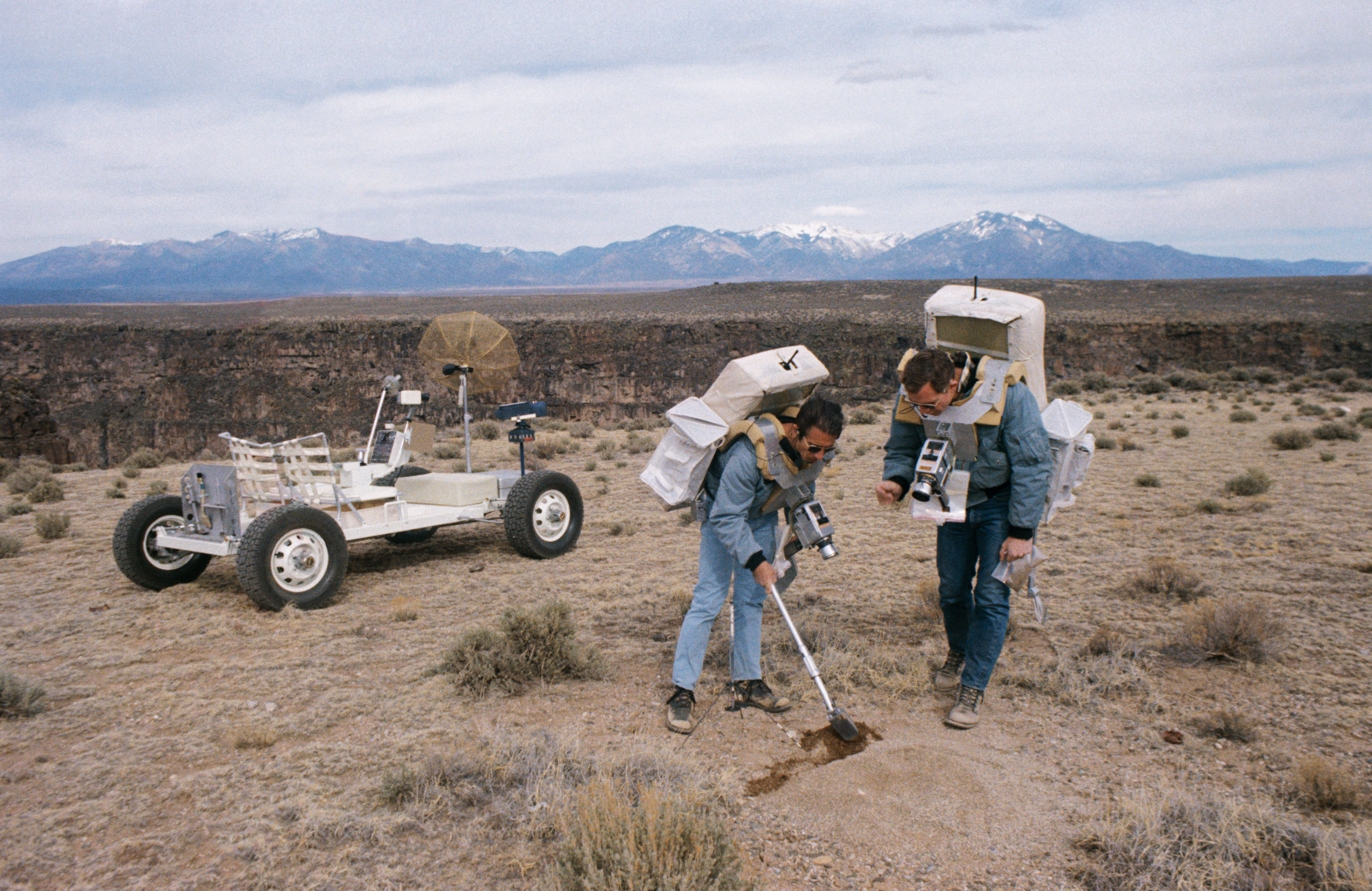
Irwin e Scott durante um treinamento de geologia no Novo México em março de 1971. Atrás deles está uma versão de treinamento do Veículo Explorador Lunar.

Scott, Worden e Irwin, já bem familiarizados com a espaçonave por terem sido a tripulação reserva da Apollo 12, decidiram dedicar mais tempo de seu treinamento na Apollo 15 para o aprendizado de técnicas de geologia e coleta de amostras. Scott estava determinado em que sua tripulação trouxesse de volta para a Terra o máximo possível de dados científicos, encontrando-se com Silver em abril de 1970 para começar a planejar seu treinamento de geologia. A designação de Schmitt para a tripulação reserva da Apollo 15 o colocou dentro da missão e lhe permitiu criar uma competição entre as tripulações principal e reserva. O cancelamento das três últimas missões Apollo fez da Apollo 15 uma missão J, com uma estadia mais longa na superfície lunar, além de a primeira a usar o Veículo Explorador Lunar. Esta mudança foi bem recebida por Scott, que, segundo o historiador David West Reynolds, era "algo mais do que um piloto experiente. Scott tinha o espírito de um verdadeiro explorador", determinado em tirar o máximo de sua missão. A necessidade de comunicações adicionais, incluindo para os experimentos planejados e o veículo, requereu a reconstrução quase que completa da Estação de Rastreamento de Honeysuckle Creek na Austrália.
Viagens de campo ocorreram por volta de uma vez por mês no decorrer dos vinte meses de treinamento. Silver inicialmente levava os comandantes e pilotos principais e reservas para sítios arqueológicos no Arizona e Novo México como se fosse uma aula de geologia de campo normal, porém essas viagens foram ficando mais realistas à medida que a data de lançamento se aproximava. Os astronautas começaram a usar versões falsas das mochilas que carregariam na missão, além de se comunicarem com um CAPCOM em uma tenda através de walkie-talkies. O CAPCOM era acompanhado por um geólogo que desconhecia a área e que interpretava as descobertas baseado nas descrições dadas pelos astronautas; isto também familiarizava os tripulantes na descrição de paisagens que não eram visíveis para outras pessoas. Scott, que se considerava um amador, passou a gostar de geologia.
A decisão de alunissar em Hadley–Apennine foi tomada em setembro de 1970. O Comitê de Escolha de Local tinha reduzido as possibilidades para duas: Rima Hadley, um profundo canal na extremidade de Mare Imbrium perto dos Montes Apenninus; ou a cratera Marius, que fica perto de um grupo de pequenos domos possivelmente vulcânicos no Oceanus Procellarum. O comandante da missão, apesar de não possuir a decisão final, sempre tinha grande influência na hora da escolha. Para Scott  a decisão era clara, já que Hadley "tinha mais variedade. Há certas qualidades intangíveis que impulsionam o espírito de exploração e eu senti que Hadley tinha isso. Além disso, o visual era lindo e, geralmente, quando as coisas parecem boas elas são boas". A seleção de Hadley foi feita mesmo com a NASA não possuindo imagens de alta resolução do local; nenhuma havia sido feita anteriormente porque a área fora considerada muito perigosa para as missões Apollo anteriores. A proximidade dos Montes Apenninus necessitava de uma trajetória de aproximação de 26 graus, muito mais íngreme do que os quinze graus das alunissagens anteriores.
Worden passou boa parte de seu tempo nas instalações da North American Rockwell em Downey, Califórnia, onde o módulo de comando e serviço estava sendo construído. Ele teve um treinamento geológico diferente de Scott e Irwin. Worden trabalhou junto com El-Baz e estudou mapas e fotografias de crateras sobre os quais ele passaria enquanto estivesse orbitando a Lua sozinho. El-Baz ouvia e instruía, com o astronauta aprendendo como descrever características lunares de modo útil para os cientistas que ouviriam a transmissão na Terra. Worden gostou de El-Baz e achou que ele era um professor inspirador. Worden geralmente acompanhava seus colegas nas viagens de campo de geologia, porém frequentemente ficava sobrevoando em um avião, descrevendo a paisagem enquanto a aeronave simulava a velocidade a que a paisagem lunar passaria sob o módulo de comando e serviço.
As exigências dos treinamentos afetaram os casamentos de Worden e Irwin; os dois procuraram Scott para conselhos, temendo que divórcios pudessem ameaçar suas posições na missão ao não projetar a imagem que a NASA queria para seus astronautas. Scott foi se consultar com Donald Slayton, o Diretor de Operações de Tripulações de Voo, que afirmou que era importante que os astronautas fizessem seus trabalhos. Os Irwin conseguiram superar as dificuldades matrimoniais, porém Worden se divorciou antes da missão.

## Equipamentos

### Espaçonave

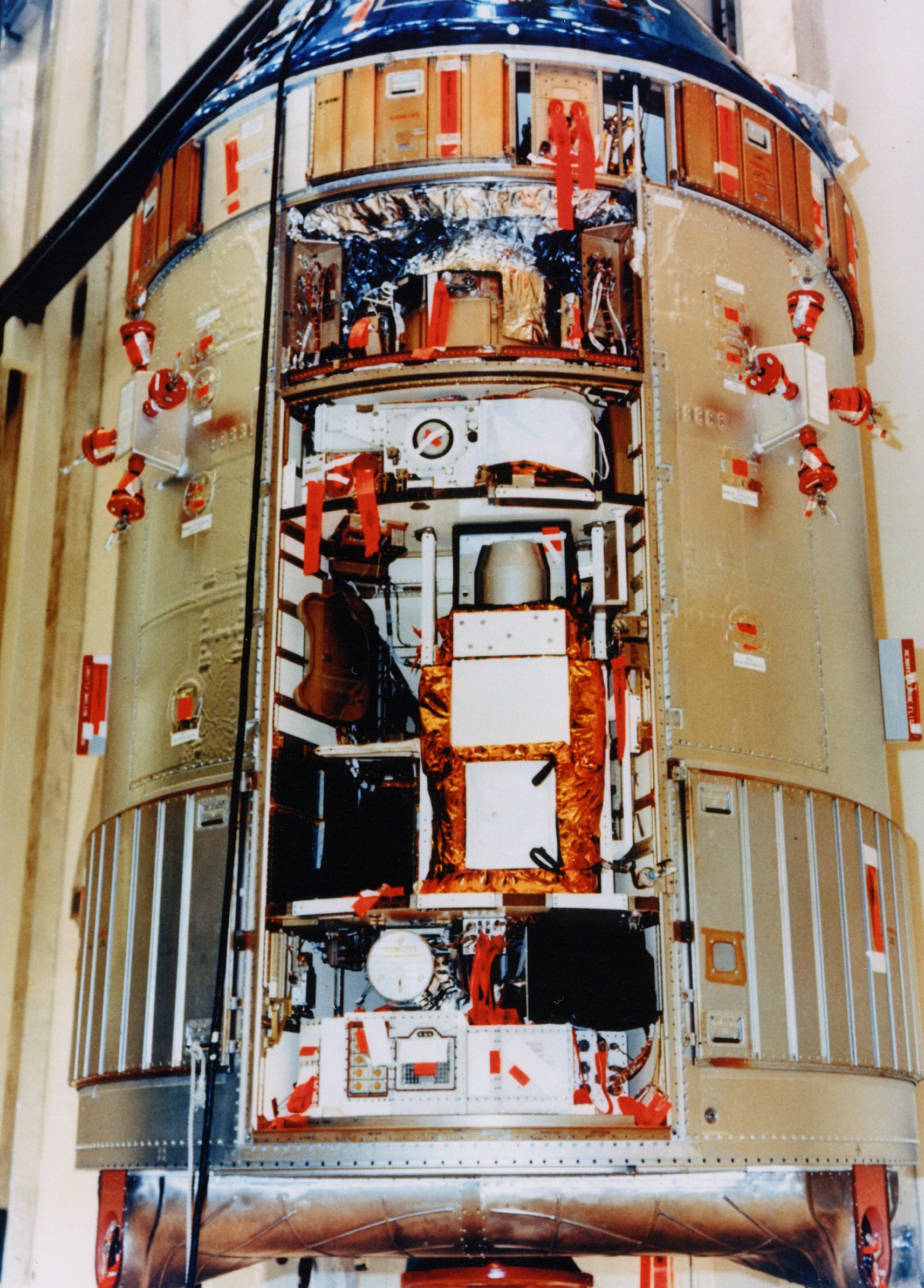
A Baía de Instrumentos Científicos do Endeavour.

A Apollo 15 usou o módulo de comando e serviço CSM-112, que recebeu o nome de Endeavour em homenagem ao HMS Endeavour, enquanto o módulo lunar LM-10 foi nomeado Falcon em homenagem ao mascote da Academia da Força Aérea. Scott explicou que o nome Endeavour veio do fato de seu capitão, James Cook, ter comandado a primeira viagem marítima puramente científica da história, e a Apollo 15 seria a primeira missão lunar com uma enorme ênfase em ciência. Um pequeno pedaço da madeira do navio de Cook foi levado para o espaço a bordo da nave, enquanto o Falcon levou consigo duas penas de falcão para a superfície em reconhecimento ao serviço da tripulação na Força Aérea.
Houve problemas com a Baía de Instrumentos Científicos do módulo. Alguns instrumentos demoraram para chegar, com os pesquisadores principais ou representantes dos contratantes da NASA requerendo mais tempo para testes ou pequenas modificações. Problemas mecânicos vieram do fato de muitos dos instrumentos terem sido projetados para operação no espaço, porém tinham de ser testados na Terra. Coisas como as longarinas de 7,5 metros dos espectrômetros de massa e de raios gama só podiam ser testados com equipamentos que tentavam simular as condições espaciais. No espaço durante a missão, várias vezes a longarina do espectrômetro de massa não se retraiu completamente.
Os tanques de combustível e oxidante do módulo lunar foram aumentados tanto no estágio de descida quanto no de subida, enquanto o motor do estágio de descida foi ampliado. Foram adicionadas baterias e células solares para aumentar a energia elétrica disponível. Tudo isto aumentou o peso total do módulo para dezesseis toneladas, por volta de 1,8 tonelada a mais do que os modelos anteriores.
Caso a Apollo 15 não tivesse voado como uma missão J, ela teria usado os módulos CSM-111 e LM-9. Esse módulo de comando e serviço foi depois usado no Projeto Apollo–Soyuz em 1975, porém o módulo lunar nunca foi usado e hoje está em exposição no Complexo de Visitantes do Centro Espacial Kennedy. O Endeavour está em exibição no Museu Nacional da Força Aérea dos Estados Unidos na Base Aérea de Wright-Patterson em Dayton, Ohio.

### Saturno V

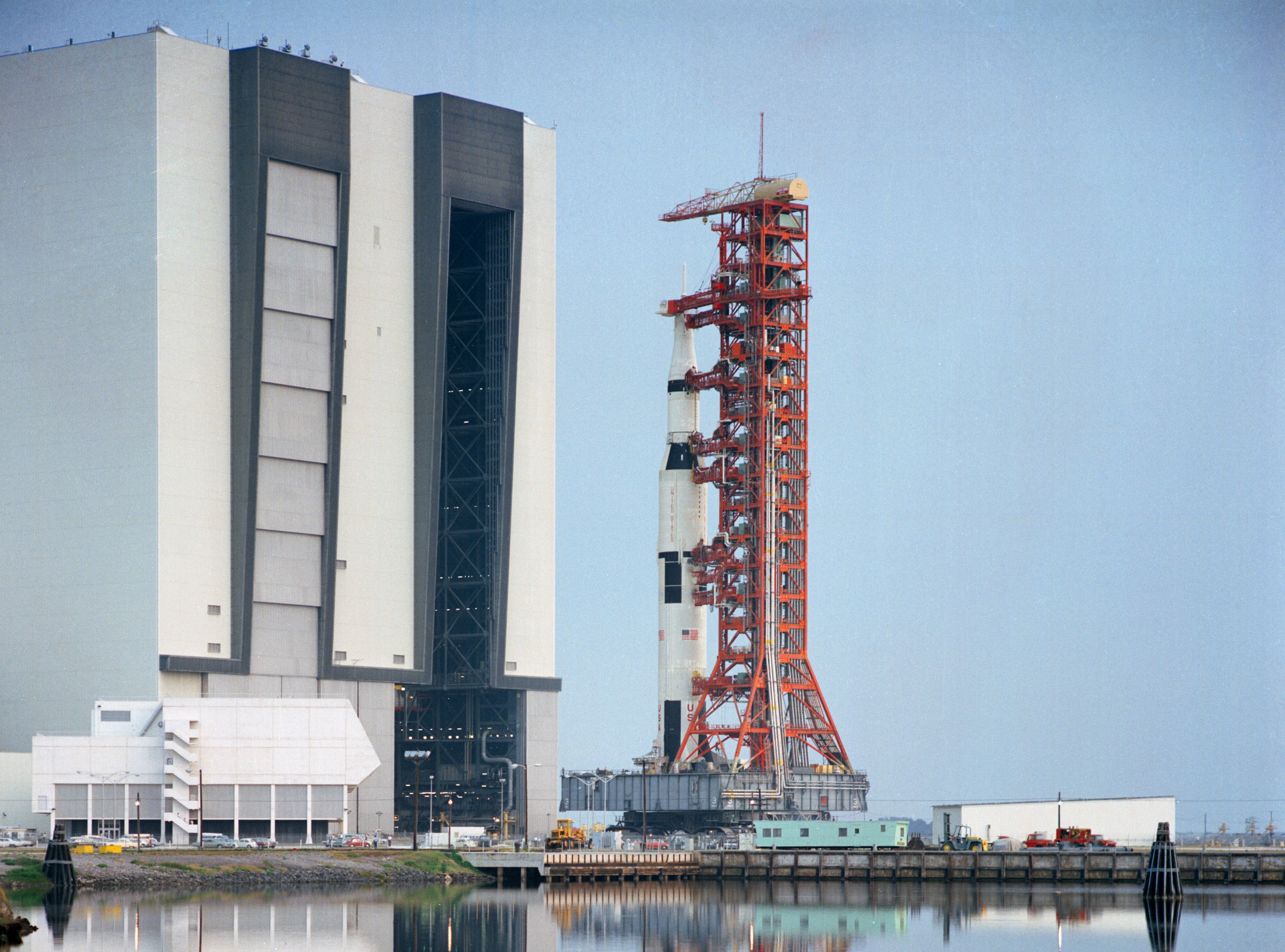
O Saturno V com a espaçonave da Apollo 15 deixa o Edifício de Montagem de Veículos em 11 de maio de 1971.

O foguete Saturno V que lançou a Apollo 15 foi designado como SA-510, o décimo modelo do tipo. Mudanças foram realizadas no foguete e em sua trajetória de lançamento, já que a carga que ele deveria lançar era desta vez maior do que em missões anteriores. Ele foi lançado em uma direção mais ao sul (oitenta a cem graus de azimute), com sua órbita de espera ao redor da Terra sendo diminuída para uma altitude de 166 quilômetros. As duas mudanças permitiram que quinhentos quilogramas a mais fossem lançados. As reservas de propelente foram reduzidas e vários dos retrofoguetes instalados no primeiro estágio S-IC, usados para separar o primeiro estágio do segundo estágio S-II, foram reduzidos de oito para quatro. Os quatro motores externos mais o motor central do S-IC foram armados para queimarem por mais tempo. Alterações também foram feitas no S-II a fim de amortecer a oscilação pogo.
O primeiro estágio S-IC foi construído pela Boeing na Instalação de Montagem de Michoud em Nova Orleães, Luisiana; o segundo estágio S-II foi produzido pela North American Rockwell em Seal Beach, Califórnia; o terceiro estágio S-IVB foi montado pela McDonnell Douglas em Huntington Beach, Califórnia; e a Unidade de Instrumentos foi construída pela IBM em Huntsville, Alabama. Todas as partes do foguete mais a espaçonave Apollo foram montadas no Edifício de Montagem de Veículos e o Saturno V SA-510 foi levado em 11 de maio de 1971 para a Plataforma de Lançamento 39A do Centro Espacial Kennedy. O foguete e sua Torre de Lançamento Umbilical foram atingidos por pelo menos quatro raios entre o final de junho e início de julho. Não houve danos no veículo e danos mínimos nos equipamentos de solo.

### Trajes espaciais
Os astronautas da Apollo 15 usaram trajes espaciais redesenhados. Em todos os voos anteriores, incluindo os não lunares, o Comandante e Piloto do Módulo Lunar vestiram trajes cujo suporte de vida, resfriamento líquido e conexões de comunicação ficavam em colunas paralelas de três. Os novos trajes da Apollo 15 foram chamados de "A7LB" e tinham os conectores organizados em pares triangulares. A localização do zíper também mudou, deixando de ter a movimentação de cima para baixo, para agora começar no ombro direito e ir até o quadril esquerdo. Estas novas mudanças facilitaram os atos de colocar e tirar os trajes no espaço apertado do módulo lunar. Isto também abriu espaço para uma nova junta na cintura, o que permitiu que os astronautas se curvassem completamente e se sentassem no Veículo Explorador. Mochilas aprimoradas permitiram caminhadas espaciais mais longas. Além disso, em todas as missões a partir da Apollo 13, o traje do comandante possuía uma listra vermelha nos braços, pernas e capacete.
Worden usou um traje espacial semelhante àquele usado pelos astronautas da Apollo 14, porém modificado para fazer interface com os equipamentos da Apollo 15. Acessórios necessários apenas para as atividades extraveiculares na superfície lunar, como o resfriamento líquido, não foram incluídos no traje de Worden, já que a única atividade extraveicular que se esperava que realizasse era a recuperação dos cartuchos de filme da Baía de Instrumentos Científicos durante a jornada de volta para a Terra.

### Veículo Explorador Lunar

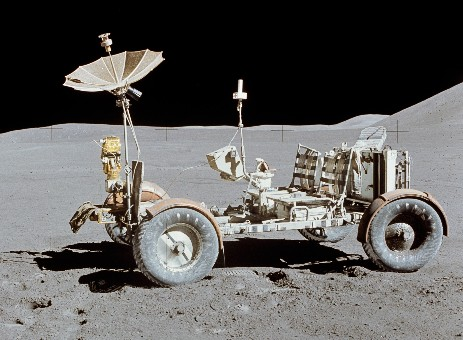
O Veículo Explorador Lunar LRV-1 na Lua em 1º de agosto de 1971.

Um veículo que pudesse operar na superfície da Lua já tinha sido considerado pela NASA no começo da década de 1960 mas, o primeiro astromóvel da história foi o soviético Lunokhod 1, não-tripulado e controlado remotamente a partir da Terra, em 1970. Uma das primeiras versões estadounidenses foi chamada de MOLAB e possuía uma cabine fechada que teria pesado 2,7 toneladas; alguns protótipos menores chegaram a ser testados no Arizona. Uma veículo tão grande foi considerado desnecessário quando ficou claro que a NASA não estabeleceria uma base lunar. Um veículo mesmo assim iria ajudar as missões J, que se concentrariam em ciência, porém sua massa foi limitada a 230 quilogramas e ainda não estava claro que um veículo tão leve poderia ser útil. A NASA só foi decidir seguir adiante com a ideia do veículo em maio de 1969, enquanto a Apollo 10, o ensaio geral para a primeira alunissagem, estava voltando para a Terra. A Boeing conseguiu um contrato por administração para construir três veículos; estouros de orçamento, principalmente no sistema de navegação, elevaram o custo dos três veículos para quarenta milhões de dólares. Este valor chamou muito a atenção da mídia em uma época em que o público estava cansado do programa espacial e o orçamento da NASA estava sendo cortado.
O Veículo Explorador Lunar podia ser dobrado em um espaço de um metro e meio por cinquenta centímetros. Descarregado, ele pesava 209 quilogramas, enquanto carregando equipamentos e os astronautas o peso chegava a setecentos quilogramas. Cada roda era movimentada por um motor elétrico independente de duzentos watts. Ele podia ser dirigido por qualquer um dos astronautas, porém geralmente o comandante eram quem o controlava. Sua velocidade ficava entre dez e doze quilômetros por hora, significando que pela primeira vez os astronautas poderiam viajar para longe do módulo lunar e ainda assim terem tempo para realizarem experimentos científicos. O Veículo Explorador recebeu uma órtese de suporte a mais durante seus testes pré-lançamento, para que ele não se quebrasse caso alguém se sentasse nele sob as condições da Terra.

### Sub-satélite
A Apollo 15 também carregava o chamado Sub-satélite de Partículas e Campos, um pequeno satélite artificial que foi lançado na órbita lunar a partir da Baía de Instrumentos Científicos pouco antes de a missão iniciar sua viagem de volta para a Terra. Seus principais objetivos eram estudar o plasma, partículas e campo magnético do ambiente da Lua, além de facilitar o rastreamento da velocidade do satélite com alta precisão. Um dos requerimentos básicos para o Sub-satélite de Partículas e Campos era que ele fosse capaz de captar os dados dos campos e partículas em qualquer lugar ao redor da órbita lunar. Além de medir os campos magnéticos, o satélite também possuía sensores para estudar as concentrações de massa locais. O sub-satélite orbitou a Lua e retornou seus dados para a Terra entre 4 de agosto de 1971 e janeiro de 1973, quando o suporte terrestre foi terminado após várias falhas eletrônicas. Acredita-se que ele caiu na Lua pouco tempo depois.

## Missão

### Lançamento e viagem

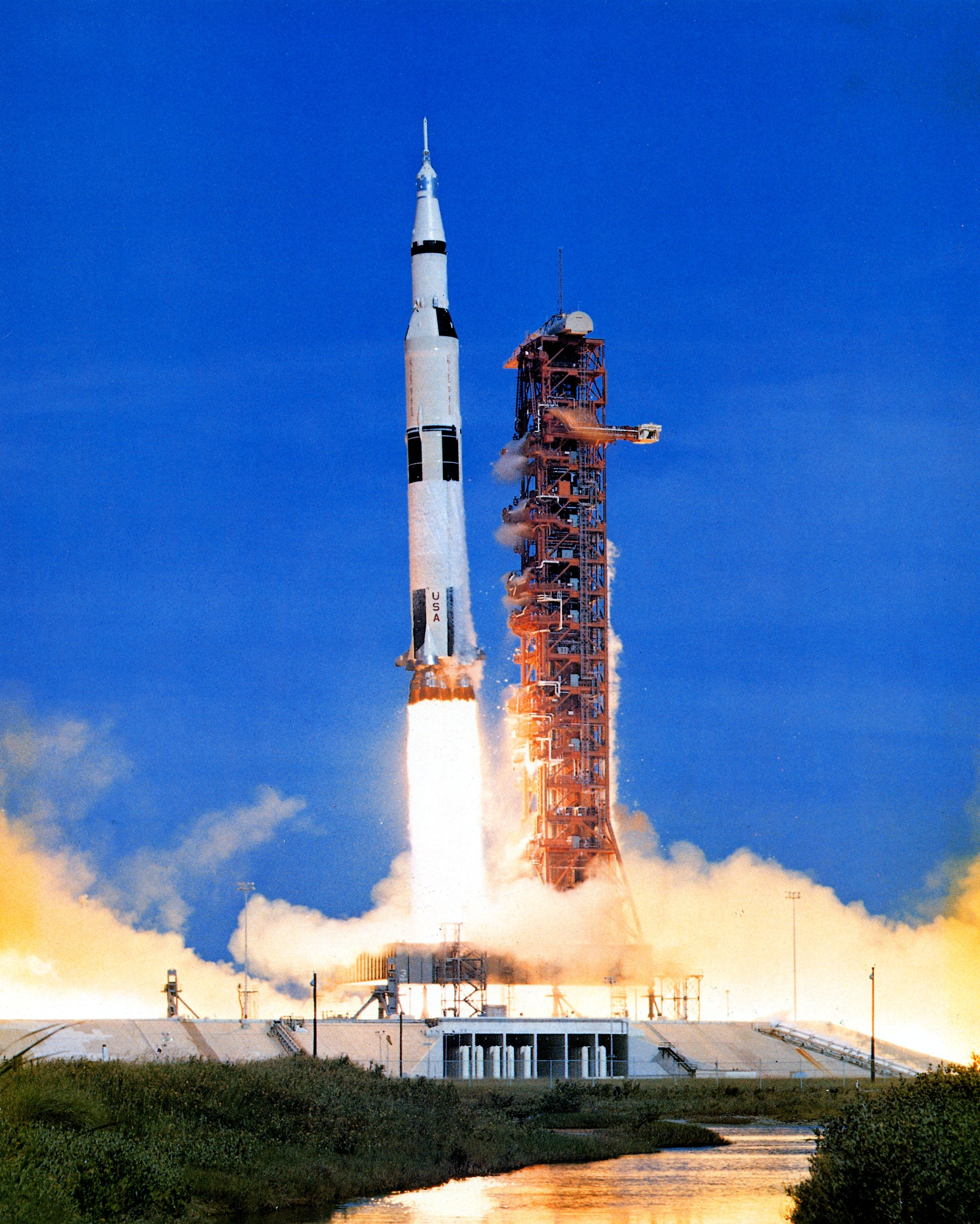
O lançamento da Apollo 15 às 13h34min UTC de 26 de julho de 1971.

Os astronautas foram acordados por Slayton na madrugada de 26 de julho de 1971, pouco mais de cinco horas antes do lançamento. Eles passaram por um breve exame físico que constatou que estavam em condições físicas excelentes, em seguida foram tomar café da manhã junto com Slayton e as tripulações reserva e de suporte. Eles vestiram seus trajes espaciais e foram levados para a Plataforma 39A, o local de lançamento das sete missões anteriores, entrando na nave espacial aproximadamente três horas antes da decolagem. O horário de lançamento era bem no começo de uma janela de duas horas e 37 minutos, que permitiria que a Apollo 15 chegasse na Lua sob as condições de iluminação ideais em Hadley–Apennine. Caso a missão tivesse sido adiada para além da janela seguinte no dia 27, o próximo lançamento só poderia ocorrer em agosto. Não houve atrasos não planejados na contagem regressiva.
O Saturno V com a Apollo 15 foi lançado às 13h34min00s UTC (9h34min00s EDT, horário local) do Centro Espacial Kennedy em Cabo Kennedy, Flórida. O motor do terceiro estágio foi desligado depois de onze minutos e meio de voo, deixando a missão em sua órbita de espera na órbita terrestre baixa. Ela permaneceu lá pelas próximas duas horas e quarenta minutos, o que permitiu que a tripulação e o Controle da Missão através de telemetria checassem todos os sistemas da nave. O estágio S-IVB foi ligado novamente depois de duas horas e cinquenta minutos de missão para realizar a injeção translunar que colocou a Apollo 15 em sua rota em direção à Lua. A nave tinha completado uma órbita e meia ao redor da Terra antes da injeção translunar.
O módulo de comando e serviço e o módulo lunar continuaram presos no estágio S-IVB. Cordões explosivos separaram o Endeavour do foguete assim que a injeção translunar foi completada, com Worden assumindo o controle da nave e usando seus propulsores para afastá-la do foguete. Ele em seguida realizou uma manobra de transposição, acoplamento e extração, que envolvia dar a volta e se acoplar com Falcon. Cordões explosivos separaram a nave combinada do foguete assim que o acoplamento foi realizado. O terceiro estágio então se afastou e seguiu em direção à Lua, batendo contra a superfície uma hora depois de a espaçonave tripulada ter entrado na órbita. Entretanto, devido a um erro o foguete bateu a 146 quilômetros de distância do local planejado. O impacto foi detectado por sismógrafos lunares deixados pela Apollo 12 e Apollo 14, proporcionando dados científicos importantes.
Houve uma luz de mau funcionamento no sistema de propulsão de serviço; os astronautas, após várias tentativas para solucionar o problema, realizaram uma queima de teste do sistema que também serviu como uma correção de curso. Isto ocorreu após 28 horas e quarenta minutos de missão. Os tripulantes temiam que a luz significasse que o sistema poderia acionar inesperadamente, assim evitaram usar o banco de controle indicado pela luz, ligando-o apenas para queimas grandes e fazendo isso através do controle manual. A origem do defeito foi descoberta após o retorno como tendo sido o resultado de um pequeno pedaço de fio que ficou enrolado no interruptor.

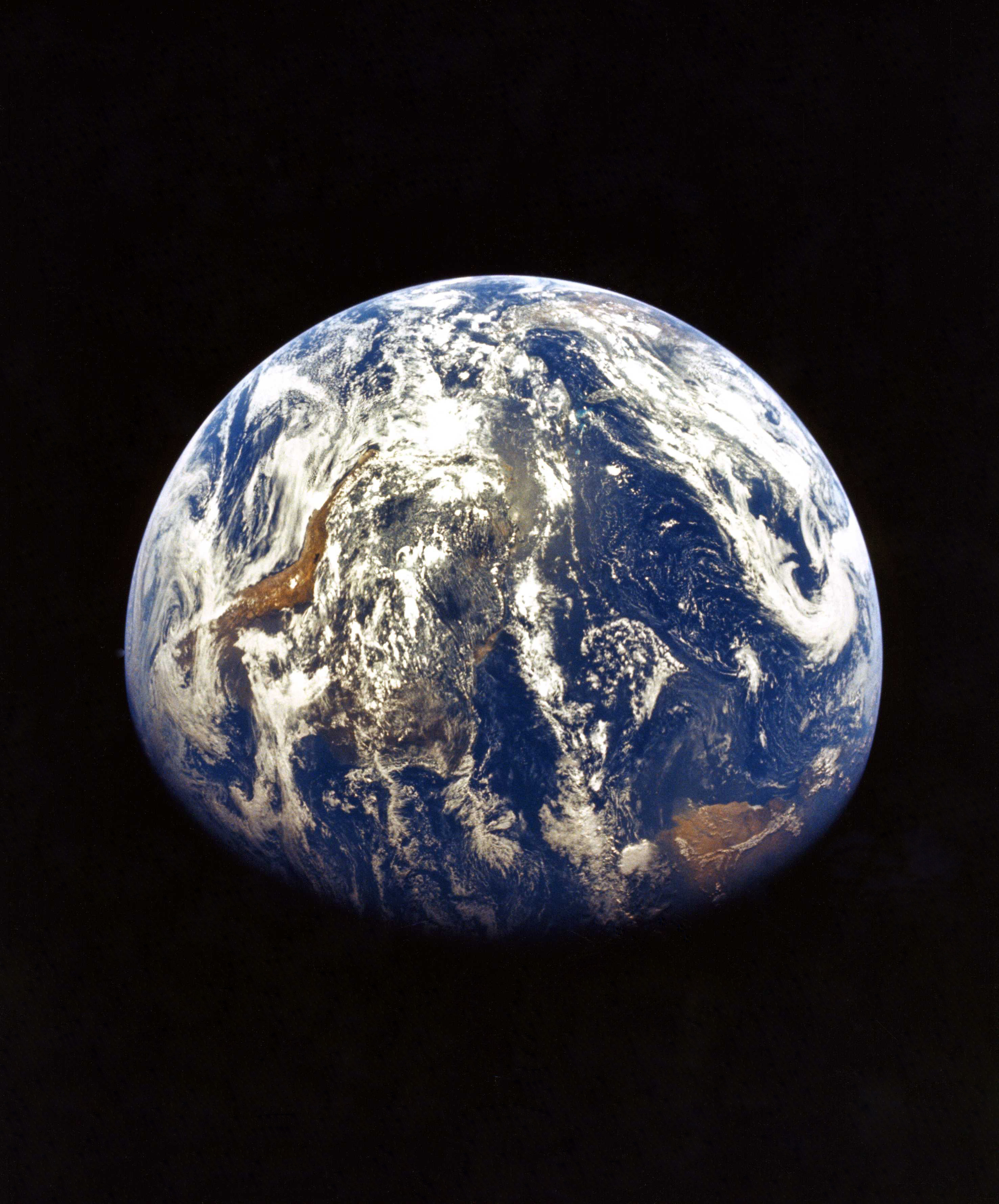
Imagem da Terra tirada pela Apollo 15 durante a injeção translunar.

A atmosfera do Falcon foi purgada e renovada com o objetivo de eliminar qualquer contaminação, com os astronautas entrando no módulo lunar 34 horas depois do lançamento. Eles checaram as condições dos equipamentos e transferiram itens que seriam necessários na Lua. Boa parte deste trabalho foi televisionado para a Terra por uma câmera operada por Worden. A tripulação descobriu que uma cobertura externa do medidor de Alcance/Índice de Alcance estava quebrada. Isto era uma preocupação porque o equipamento era importante, já que fornecia informações sobre distância e índice de aproximação, e assim poderia não estar funcionando direito, mas também porque os cacos de vidro de sua cobertura estavam flutuando dentro do Falcon. O medidor deveria ficar dentro de uma atmosfera de hélio, porém agora estava na atmosfera de oxigênio do módulo lunar. Testes na Terra verificaram que o medidor ainda funcionaria adequadamente e os astronautas removeram a maioria dos cacos com um aspirador de pó e fita adesiva.
Ainda assim existiam outros problemas. Scott foi se preparar para clorar o suprimento de água depois de 68 horas de missão, já no dia 28 de julho, e descobriu que existia um vazamento no sistema de água. A tripulação não conseguiu descobrir a origem do vazamento e a questão era potencialmente séria. Especialistas no Centro de Espaçonaves Tripuladas em Houston, Texas, descobriram uma solução que foi implementada pelos astronautas. A água foi esfregada com toalhas, que então foram colocadas para secar no túnel que conectava o módulo de comando com o módulo lunar; Scott chegou a afirmar que a cena parecia o varal de alguém.
Uma segunda correção de curso ocorreu depois de 73,5 horas de missão, com uma queima de menos de um segundo. Apenas duas correções foram necessárias, mesmo existindo quatro oportunidades para realizá-las durante a injeção translunar. A Apollo 15 aproximou-se da Lua no dia 29 de julho e uma queima para a inserção da órbita lunar foi realizada com o sistema de propulsão de serviço, quando a espaçonave estava no lado oculto da Lua e sem contato com a Terra. Caso nenhuma queima dos motores tivesse ocorrido, a nave teria viajado e retomado o contato de rádio bem mais rápido do que o esperado; a falta de comunicação permitiu que o Controle da Missão concluísse que a queima havia ocorrido. Scott não deu detalhes sobre a queima imediatamente depois de a Apollo 15 ter retomado o contato com a Terra, em vez disso fazendo comentários sobre a beleza da Lua; isto fez com que Shepard, que estava na hora se preparando para uma entrevista, reclamasse: "Para o inferno com essa merda, nos dê detalhes sobre a queima!". A queima de 398,96 segundos ocorreu a uma altitude de 160,6 quilômetros da superfície lunar, colocando a Apollo 15 em uma órbita elíptica de 315 por 106,9 quilômetros.

### Alunissagem

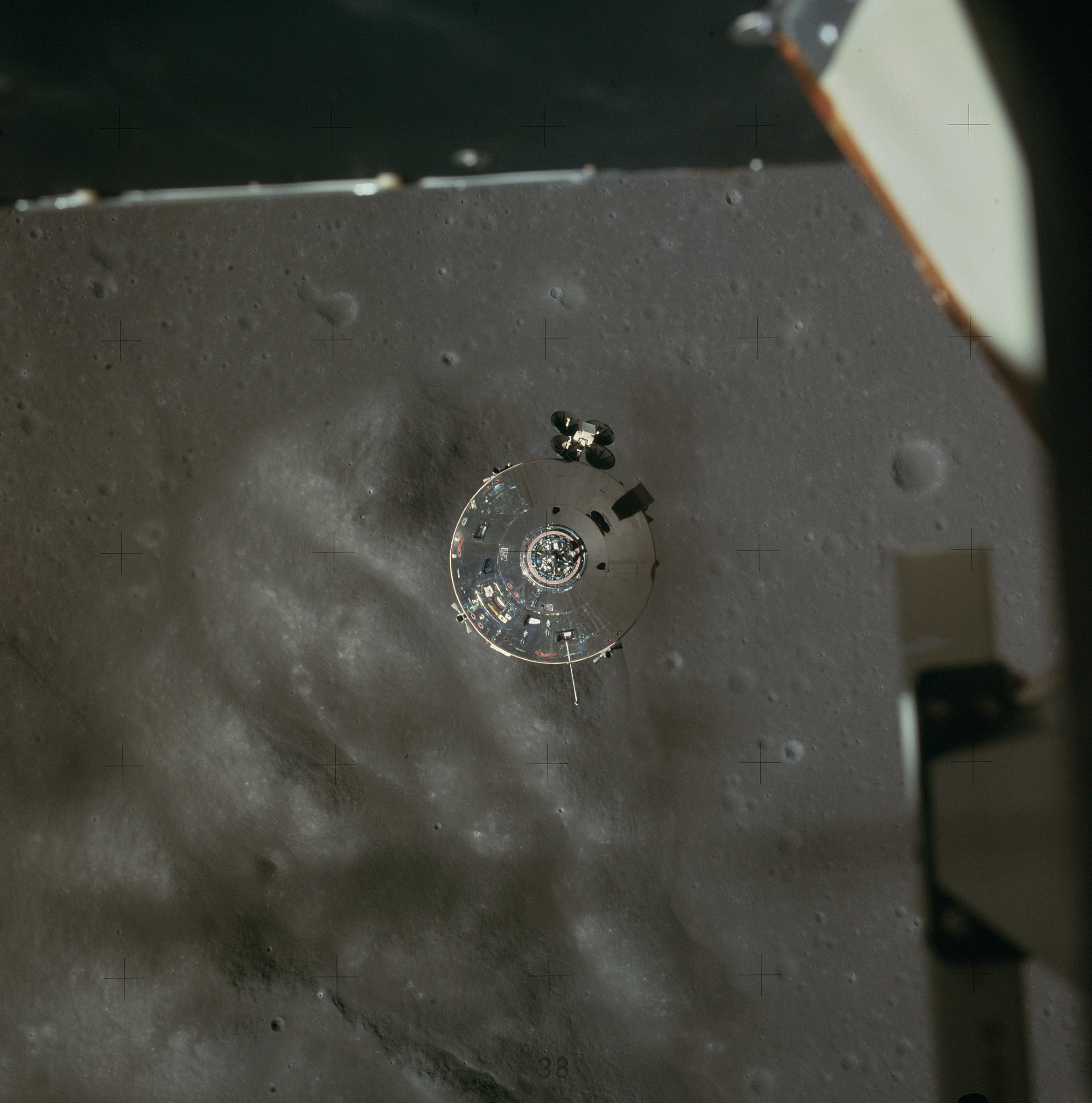
O Endeavour visto do Falcon pouco antes da descida para a Lua.

Na Apollo 11 e Apollo 12, o módulo lunar se separou do módulo de comando e serviço e então desceu para uma órbita muito mais baixa, a partir da qual a tentativa de alunissagem começou. A partir da Apollo 14, para economizar combustível de um módulo lunar cada vez mais pesado, o sistema de propulsão de serviço do módulo de comando e serviço foi usado para descer a órbita, chamado de inserção de órbita de descida, com as duas naves espaciais ainda acopladas. A órbita inicial do apolúnio, o ponto mais alto, ficava sobre Hadley; uma queima na direção oposta da órbita foi realizada, fazendo então com que o ponto sobre Hadley se tornasse o perilúnio, o ponto mais baixo. A queima durou 24,53 segundos; o resultado foi uma órbita em que o apolúnio era de 108,3 quilômetros e o perilúnio de 17,8 quilômetros. Os astronautas dormiram na noite de 29 para 30 de julho, ao mesmo tempo em que ficou aparente para o Controle da Missão que a concentração de massa na Lua estava fazendo com que a órbita da Apollo 15 se tornasse cada vez mais elíptica; o perilúnio já estava em 14,1 quilômetros quando a tripulação foi acordada. Isto, mais a incerteza sobre a altitude exata do local de alunissagem, exigiram que a órbita fosse modificada. Os propulsores do sistema de controle de reação foram usados, queimando por 30,4 segundos e aumentando o perilúnio para 16,3 quilômetros e o apolúnio até 111,5 quilômetros.
A tripulação, além de preparar o Falcon para a viagem de descida, realizou observações da superfície lunar, incluindo de Hadley, e também fez gravações em vídeo daquilo que podiam ver de suas janelas. Scott e Irwin então entraram no módulo lunar a fim de se prepararem para a alunissagem. O desacoplamento estava previsto para ocorrer depois de cem horas de missão no lado oculto da Lua, porém nada aconteceu quando a separação foi tentada pela primeira vez. Os astronautas e o Controle da Missão analisaram o problema e determinaram que a sonda instrumental umbilical provavelmente estava solta ou desconectada; Worden foi para o túnel que conectava os dois módulos e descobriu que esse era realmente o caso, prendendo-a com mais firmeza. O problema foi resolvido e o Falcon desacoplou do Endeavour 25 minutos depois do planejado, a uma altitude de 10,7 quilômetros. Worden manobrou o módulo de comando e serviço com o objetivo de colocá-lo em uma órbita de 120,8 por 101,5 quilômetros em preparação para seus experimentos científicos.
Scott e Irwin prepararam-se para a queima que iria colocá-los na superfície lunar; eles iniciaram a descida quase três horas depois do desacoplamento, a uma altitude de 10,7 quilômetros, um pouco mais alto do que o planejado, logo depois de o Controle da Missão lhes ter dado permissão. O Falcon ficou alinhado de tal modo durante a primeira parte da descida que os astronautas estavam de costas para a Lua e assim não conseguiam enxergar a superfície, porém em seguida realizaram uma manobra que lhes permitiu enxergar a superfície. Scott, que estava no controle como o comandante da missão, vislumbrou uma vista que inicialmente não se parecia em nada com aquela que tinha visto nos treinamentos. Parte disso se deu por causa de um erro de 910 metros na rota de descida, que fora informada por Edgar Mitchell, o CAPCOM, pouco antes da manobra anterior do Falcon, e também porque as crateras em que Scott tinha se baseado no treinamento eram difíceis de distinguir sob as condições lunares, assim ele não conseguiu encontrar Hadley. Scott concluiu que eles provavelmente iriam alunissar longe do local planejado, porém ele acabou encontrando Hadley e começou a manobrar com o objetivo de colocar o alvo de alunissagem do computador de volta na área desejada. Em seguida ele passou a procurar por um local liso para pousar.
Scott não conseguiu mais enxergar a superfície depois de dezoito metros de altura porque a poeira levantada pelos motores estava atrapalhando sua visão. O Falcon tinha um bocal de motor maior do que os módulos anteriores, em parte para acomodar o maior peso carregado, com a importância de desligá-lo logo depois do contato inicial com a superfície tendo sido salientada com ênfase pelos planejadores da missão, já que existia o risco de a exaustão do motor refletir no chão da Lua e voltar para dentro, possivelmente causando uma explosão. Dessa forma, Scott imediatamente desligou o motor assim que Irwin informou "Contato", indicando que uma das sondas das pernas do módulo lunar tinha tocado na superfície, fazendo o Falcon cair 49 centímetros. A velocidade de Scott resultou no que foi provavelmente a alunissagem mais dura do Programa Apollo, ocorrendo a 2,1 metros por segundo e fazendo Irwin exclamar "Bam!". Scott alunissou na extremidade de uma cratera que ele não tinha como ver e o módulo lunar ficou inclinado para trás 6,9 graus e para esquerda 8,6 graus. Irwin alguns anos depois descreveu a alunissagem como o pouso mais difícil de que já tinha participado, temendo que a nave continuasse a se inclinar e assim forçasse um aborto imediato.
O Falcon alunissou às 22h16min29s UTC de 30 julho, restando aproximadamente 103 segundos de combustível e por volta de 550 metros de distância do local originalmente planejado. Scott relatou logo depois da exclamação de Irwin: "Certo, Houston. O Falcon está na Planície de Hadley". Desde que a nave alunissasse dentro da zona planejada, a maior mobilidade proporcionada pelo Veículo Explorador Lunar tornava desnecessárias manobras adicionais.

### Caminhadas

#### Primeira
"Enquanto estou aqui nas maravilhas do desconhecido em Hadley, eu meio que percebo que há uma verdade fundamental em nossa natureza. O homem deve explorar. E esta é a exploração no seu melhor."

— David Scott ao pisar pela primeira vez na Lua
Scott considerou importante manter o ritmo circadiano a que estavam acostumados, já que o Falcon permaneceria na superfície lunar por quase três dias. Os astronautas deveriam dormir antes de saírem do módulo lunar, pois tinham alunissado no final da tarde. Este cronograma permitiu que Scott abrisse a escotilha superior da nave, geralmente usada para a acoplagem, e passasse meia hora olhando para seus arredores, descrevendo-os e tirando fotografias. Silver tinha lhe explicado a importância de inspecionar um campo a partir de um local elevado, com a escotilha superior servindo para esse propósito. Slayton e outros figurões inicialmente foram contra, devido ao oxigênio que seria perdido, porém Scott prevaleceu. Foi a primeira atividade extraveicular de pé realizada através da escotilha superior de um módulo lunar e Scott conseguiu planejar as atividades do dia seguinte. Ele ofereceu a Irwin a chance de também olhar para fora, porém isto necessitaria rearranjar os cabos umbilicais que estavam lhe conectando com o sistema de suporte de vida do Falcon, assim ele recusou. Scott e Irwin removeram seus trajes espaciais assim que o módulo foi repressurizado, tornando-se os primeiros astronautas a tirarem seus trajes enquanto estavam na Lua.

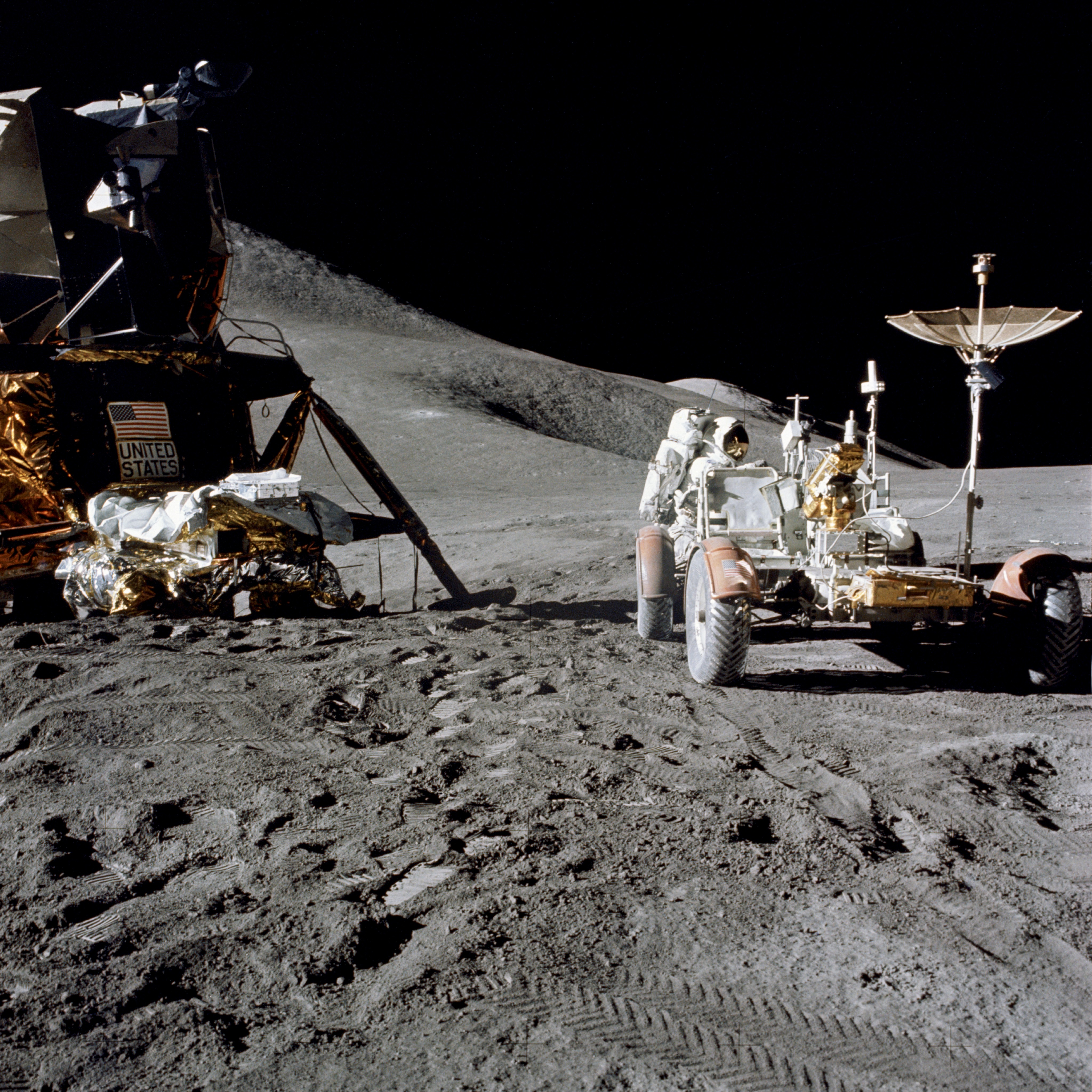
Irwin trabalhando no Veículo Explorador Lunar durante a primeira atividade extraveicular em 31 de julho.

O Controle da Missão monitorou uma pequena mas constante perda de oxigênio enquanto os dois astronautas dormiam. Scott e Irwin acabaram sendo acordados uma hora mais cedo e a fonte do problema foi identificada como uma válvula aberta do dispositivo de transferência de urina. Scott recomendou nos relatórios pós-missão que tripulações futuras fossem acordadas imediatamente sob circunstâncias similares. O problema foi resolvido e os astronautas iniciaram as preparações para a primeira caminhada na Lua.
Scott e Irwin vestiram seus trajes, despressurizaram a cabine e saíram, tornando-se, respectivamente, o sétimo e oitavo humanos a caminharem na Lua. Eles tentaram implantar o Veículo Explorador, que estavam dobrado e guardado do lado de fora do estágio de descida do Falcon, porém isto foi complicado por causa da inclinação do módulo lunar. Especialistas no Controle da Missão sugeriram levantar a parte da frente do veículo enquanto os astronautas o puxavam para fora, e isto funcionou. Uma das baterias indicava uma voltagem de zero, porém isto mostrou-se um problema instrumental. Uma grande preocupação era de que a direção das rodas dianteiras não fosse funcionar, porém a direção das traseiras era suficiente para manobrar. O veículo carregava uma câmera de televisão que era controlada remotamente pela NASA. A resolução não era tão alta quando comparada com as fotografias, porém essa câmera permitiu que os geólogos na Terra participassem indiretamente das atividades de Scott e Irwin.
O canal lunar não era visível a partir do local de alunissagem, porém ficou visível à medida que os dois astronautas dirigiam pelo terreno ondulado. Eles puderam avistar a cratera Elbow e começaram a se dirigir para lá. Chegar em Elbow, um local conhecido, permitiu que o Controle da Missão refizesse o caminho e conseguisse uma localização mais precisa do módulo lunar. Os astronautas pegaram amostras do solo e em seguida dirigiram para a cratera St. George, próxima do Delta de Mons Hadley, onde pegaram mais amostras. Os dois retornaram para o Falcon a fim de guardarem as amostras coletadas e estabelecerem o Pacote de Experimentos da Superfície Lunar da Apollo, instrumentos que permaneceriam no local depois de suas partidas. Scott teve dificuldades para perfurar os buracos necessários para o experimento do fluxo de calor e o trabalho ainda não tinha sido terminado quando os astronautas precisaram retornar para dentro do módulo lunar. A primeira atividade extraveicular durou seis horas e 32 minutos.

#### Segunda e terceira

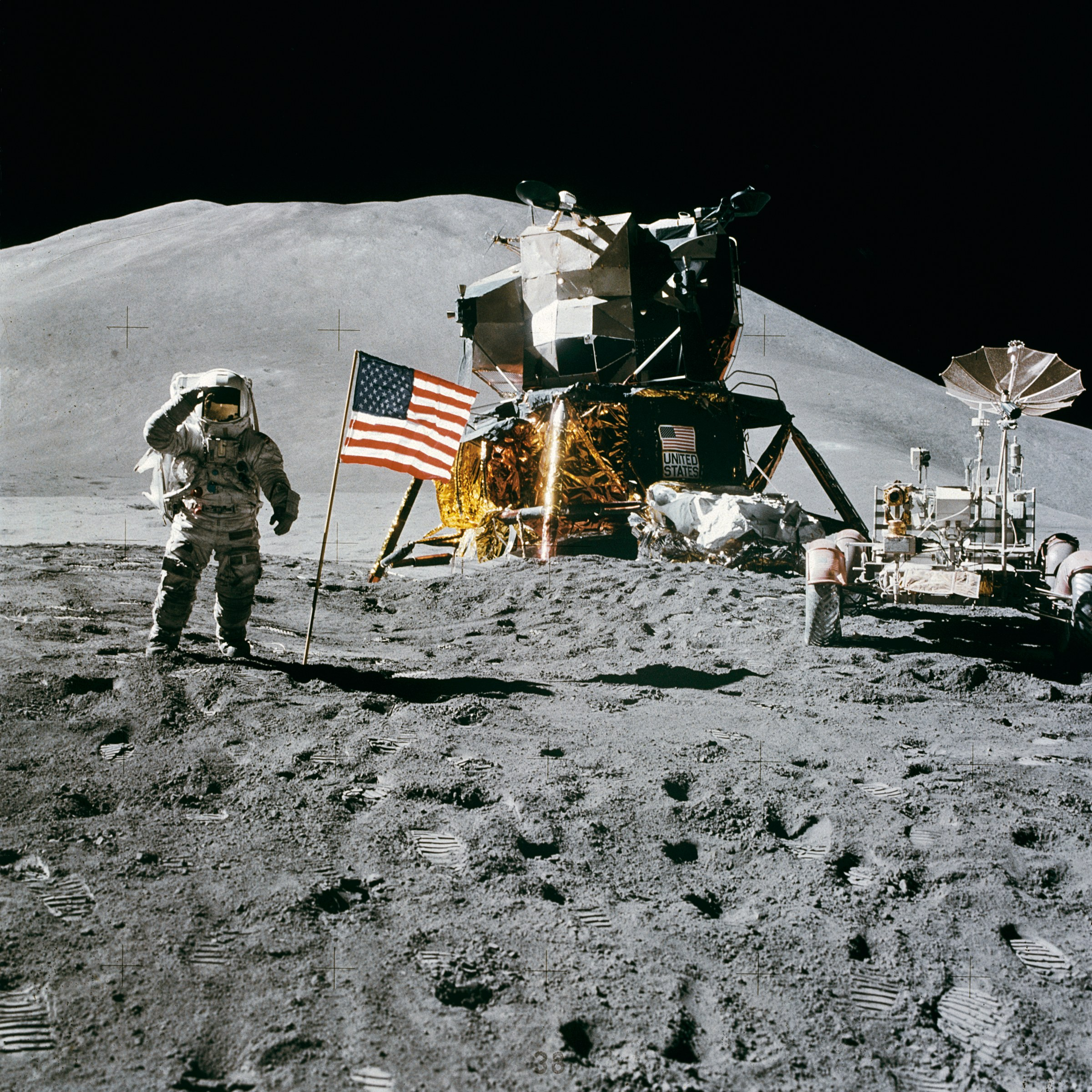
Irwin batendo continência para a bandeira dos Estados Unidos em 1º de agosto.

A direção dianteira do Veículo Explorador, que não funcionou durante a primeira atividade extraveicular, passou a funcionar nas caminhadas lunares posteriores. O alvo da segunda atividade, em 1º de agosto, era uma encosta no Delta de Mons Hadley, onde os dois astronautas pegaram amostras de pedregulhos e de crateras ao longo dos Montes Apenninus. Eles passaram uma hora na cratera Spur, durante a qual eles conseguiram aquela que se tornou uma das amostras lunares mais famosas, #15415, comumente chamada de a "Pedra do Gênesis". Acredita-se que esta rocha, um anortosito, era parte da crosta lunar inicial – a esperança de encontrar algo do tipo foi uma das razões pela qual Hadley foi escolhida como local de alunissagem. Eles voltaram para o módulo lunar e Scott continuou a tentar fazer os buracos para o Pacote de Experimentos da Superfície Lunar, com os quais ele tinha tido dificuldades no dia anterior. Ele completou experimentos de mecânica do solo e em seguida plantou uma bandeira dos Estados Unidos. Scott e Irwin retornaram para dentro do Falcon depois de sete horas e doze minutos de atividade extraveicular.
Scott tinha conseguido perfurar os buracos, porém ele e Irwin não foram capazes de adquirir uma amostra primordial, com isto sendo um dos primeiros objetivos da terceira e última caminhada em 2 de agosto. Tempo que poderia ser dedicado à geologia foi passando enquanto os dois tentavam puxar para fora a amostra. Mais tempo passou depois de a pedra ter saído, enquanto tentavam quebrá-la em pedaços para transporte. Eles acabaram desistindo da tarefa, prejudicados por um torno montado incorretamente no Veículo Explorador, decidindo transportar a amostra com um segmento mais longo do que o planejado. Scott chegou a se perguntar se a amostra primordial valeria o tempo e esforço investido, com Allen, o CAPCOM, garantindo que sim. Esta amostra acabou sendo uma das mais importantes trazidas pela Apollo 15, revelando muito sobre a história da Lua, porém o tempo gasto forçou o abandono de uma viagem até um grupo de colinas chamada de Complexo Norte. Em vez disso, os astronautas retornaram novamente para a extremidade da Rima Hadley, desta vez a noroeste do local de alunissagem.
Scott, assim que voltaram para o módulo lunar, usou um kit fornecido pelo Serviço Postal dos Estados Unidos para carimbar edições de primeiro dia de dois selos postais emitidos na mesma data, 2 de agosto. Scott em seguida realizou um experimento na frente da câmera, usando uma pena de falcão e um martelo a fim de demonstrar a teoria de Galileu Galilei de que todos os objetivos em dado campo gravitacional, na ausência de arrasto aerodinâmico, caem na mesma velocidade, não importando suas massas. Ele soltou os dois objetos ao mesmo tempo; como a atmosfera lunar era desprezível, não houve arrasto na pena e ela caiu no solo ao mesmo tempo que o martelo. Scott logo em seguida exclamou: "O que prova que o Sr. Galileu estava correto em suas descobertas". A ideia veio de Allen, que também estava atuando como CAPCOM no momento, e fazia parte de um esforço de encontrar experimentos científicos memoráveis e populares para serem realizados na Lua, similares a Shepard dando tacadas de golfe na Apollo 14.
Scott depois dirigiu o Veículo Explorador para uma posição longe do Falcon, onde a câmera de televisão poderia observar a decolagem lunar. Perto do veículo ele deixou uma pequena estatueta de alumínio chamada Astronauta Caído, junto com uma placa com os nomes de catorze astronautas norte-americanos e cosmonautas soviéticos que morreram no avanço da exploração espacial. O memorial foi estabelecido enquanto a câmera estava virada para o outro lado; Scott tinha dito ao Controle da Missão que estava limpando algumas coisas ao redor do veículo. Ele revelou a existência do memorial na conferência de imprensa pós-missão. Scott também deixou uma Bíblia no painel de controle do Veículo Explorador antes de deixá-lo para entrar no módulo lunar.
Esta última atividade extraveicular durou quatro horas, 49 minutos e cinquenta segundos. Os dois astronautas passaram aproximadamente dezoito horas e meia fora do módulo lunar realizando suas diversas atividades e coletaram por volta de 77 quilogramas de amostras lunares.

### Atividades em órbita

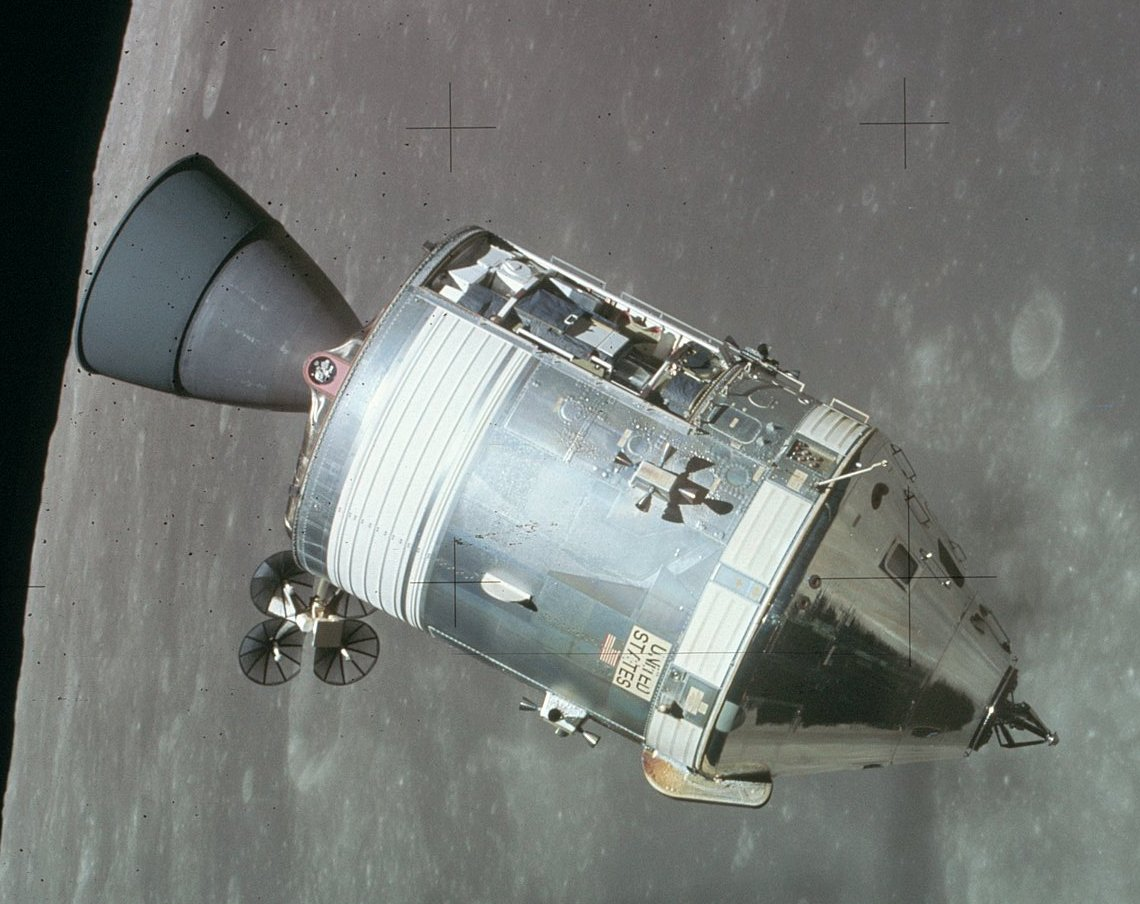
O Endeavour visto do Falcon em órbita em 2 de agosto. A Baía de Instrumentos Científicos está aberta em cima.

Worden realizou uma queima com o Endeavour após a desacoplamento com o Falcon em 30 de julho a fim de colocar sua nave em uma órbita mais alta. A missão basicamente se dividiu durante o período em que o módulo lunar esteve na superfície, com Worden e o módulo de comando e serviço recebendo seus próprios CAPCOM e equipe de apoio de voo.
Worden ficou ocupado com as diversas tarefas em órbita: fotografias da superfície e operação da Baía de Instrumentos Científicos. A porta da baía tinha sido descartada durante a injeção translunar. A baía preenchia espaços anteriormente não utilizados do módulo de serviço, contendo um espectrômetro de raios gama montado na extremidade de uma longarina, um espectrômetro de raios X e um altímetro a laser, este último tendo parado de funcionar no meio da missão. Havia também duas câmeras fotográficas, uma câmera estelar e uma câmera métrica que, juntas, formavam uma câmera mapeadora, que por sua vez era complementada por uma câmera panorâmica, derivada de tecnologia de espionagem. O altímetro e as câmeras permitiram determinar a data e hora exata em que cada foto foi tirada. Também estava presente um espectrômetro de partículas alfa, que poderia ser usado para detectar a presença de vulcanismo lunar, além de um espectrômetro de massa também na ponta de uma longarina, na esperança de que não fosse contaminado pela nave. Essa longarina deu vários problemas para Worden, que algumas vezes não conseguiu fazê-la retrair.

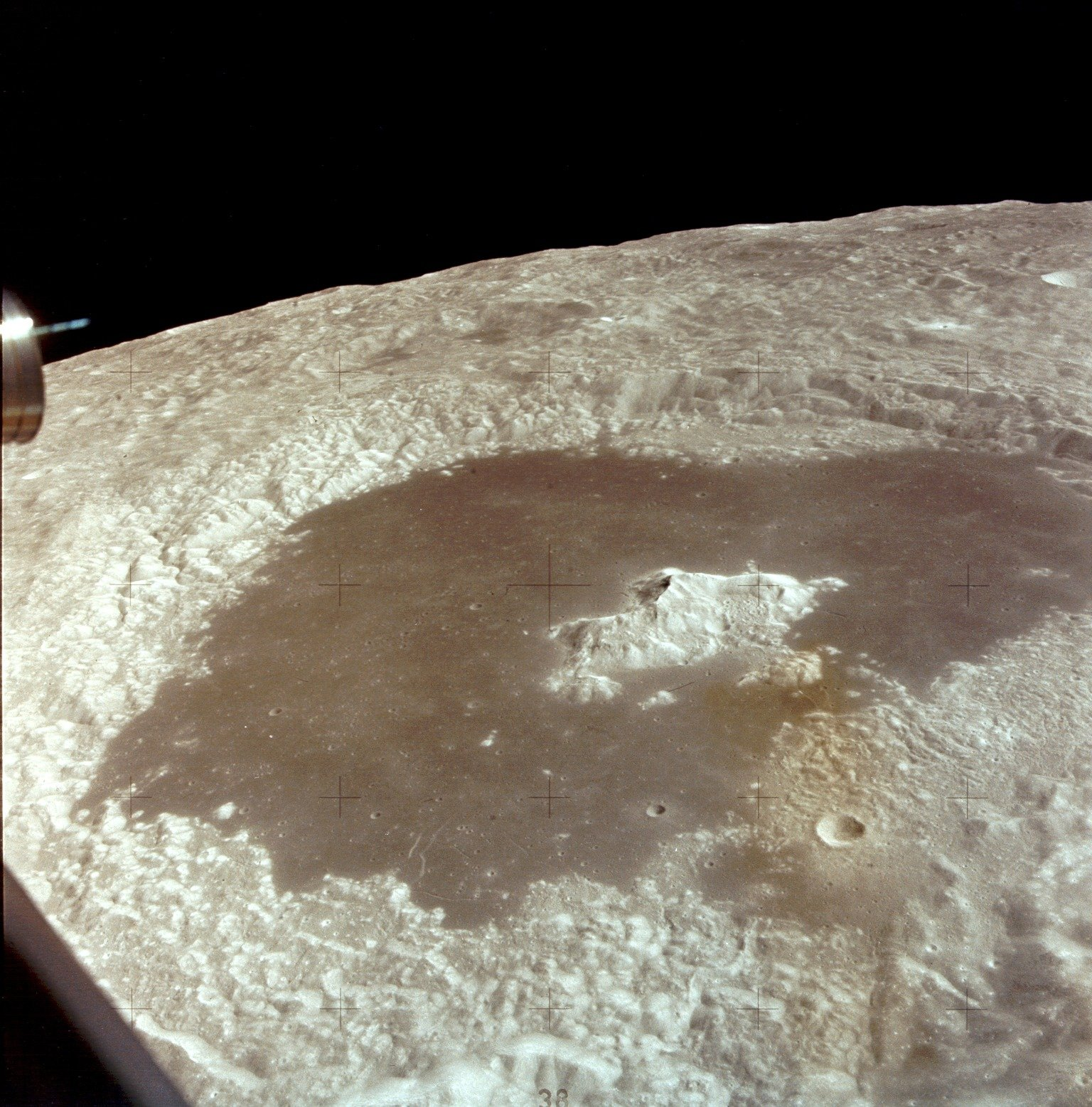
A cratera Tsiolkovski no lado oculto da lua, fotografada do Endeavour.

O Endeavour deveria passar sobre Hadley no momento da alunissagem, porém Worden não conseguiu encontrar o Falcon e só foi avistá-lo em uma órbita posterior. Ele também se exercitou a fim de evitar atrofia muscular, com o Controle da Missão mantendo-o informado sobre as atividades de Scott e Irwin na superfície lunar. A câmera panorâmica não funcionou perfeitamente, mas ainda assim proporcionou imagens suficientes que não precisaram de ajustes especiais. Worden também tirou muitas fotos através das janelas do módulo de comando, frequentemente em intervalos regulares. Esta tarefa foi complicada pela falta de um relógio funcional na Baía Inferior de Equipamentos do módulo, já que um disjuntor estourou a caminho da Lua. As observações e fotografias de Worden depois influenciariam a decisão de ter Taurus–Littrow como local de alunissagem da Apollo 17, já que era uma área de possível atividade vulcânica. As comunicações com a Terra eram interrompidas todas as vezes em que o Endeavour passava pelo lado oculto da Lua; Worden saudava cada retomada de contato com a frase "Olá, Terra. Saudações do Endeavour" em vários idiomas diferentes. Esta ideia foi concebida por ele e El-Baz, com o professor ajudando o astronauta nas traduções de vários idiomas.
Dentre os resultados dos experimentos da Baía de Instrumentos Científicos estava a conclusão de que, a partir dos dados obtidos pelo espectrômetro de raios X, existia uma maior quantidade de raios X fluorescentes do que antecipado, além de que as terras altas lunares eram mais ricas em alumínio do que os mares. O Endeavour ficou em uma órbita mais inclinada do que em missões anteriores, o que permitiu que Worden observasse locais nunca antes observados, suplementando suas descrições com fotografias.
A órbita do módulo de comando e serviço tinha se modificado levemente por causa da rotação da Lua na hora em que Scott e Irwin estavam se preparando para deixarem a superfície lunar e se reencontrarem com o Endeavour, assim uma rápida queima era necessária a fim de corrigir o curso e garantir que a nave estaria no mesmo plano do Falcon quando ele decolasse da Lua. Worden realizou a queima de dezoito segundos de duração usando o sistema de propulsão de serviço.

### Retorno
O Falcon decolou da Lua às 17h11min22s UTC de 2 de agosto, depois de passar 66 horas e 55 minutos na superfície. A acoplagem com o Endeavour ocorreu pouco menos de duas horas depois. Os astronautas transferiram as amostras e outros itens para o módulo de comando e serviço, depois selaram o módulo lunar e o descartaram. O Falcon foi deliberadamente jogado contra a superfície lunar, tendo seu impacto sido registrado pelos sismógrafos deixados pelas Apollo 12, 14 e 15. O descarte foi difícil, pois não estavam obtendo selos herméticos, o que atrasou a operação. Slayton entrou em contato direto com os astronautas depois do descarte para recomendar que tomassem pílulas para dormir, ou que pelo menos Scott e Irwin tomassem. Scott não permitiu, por achar que não era necessário. Os médicos tinham percebido irregularidades nos batimentos cardíacos dos dois astronautas durante as caminhadas espaciais, porém a tripulação não foi informada disso durante o voo. Irwin teve problemas cardíacos depois de se aposentar e morreu em 1991 de um infarto; Scott achou que, como o comandante, ele deveria ter sido informado dessas leituras. Os médicos da NASA teorizaram na época que as leituras cardíacas poderiam ser consequentes de hipocaliemia, já que os dois trabalharam duro na superfície e não tiveram reposições adequadas de potássio pela ingestão de líquidos.
Os astronautas passaram os dois dias seguintes trabalhando em experimentos científicos orbitais, incluindo mais observações da Lua a partir da órbita e o lançamento do sub-satélite. O Endeavour deixou a órbita lunar às 21h22min45s UTC de 4 de agosto, depois de uma queima dos motores do sistema de propulsão de serviço que durou dois minutos e 21 segundos. Worden realizou uma atividade extraveicular em espaço profundo no dia seguinte, a primeira de seu tipo já tentada, com o objetivo de recuperar filmes e cartuchos da Baía de Instrumentos Científicos. Mais tarde no mesmo dia, a Apollo 15 bateu o recorde de voo Apollo mais longo até então.

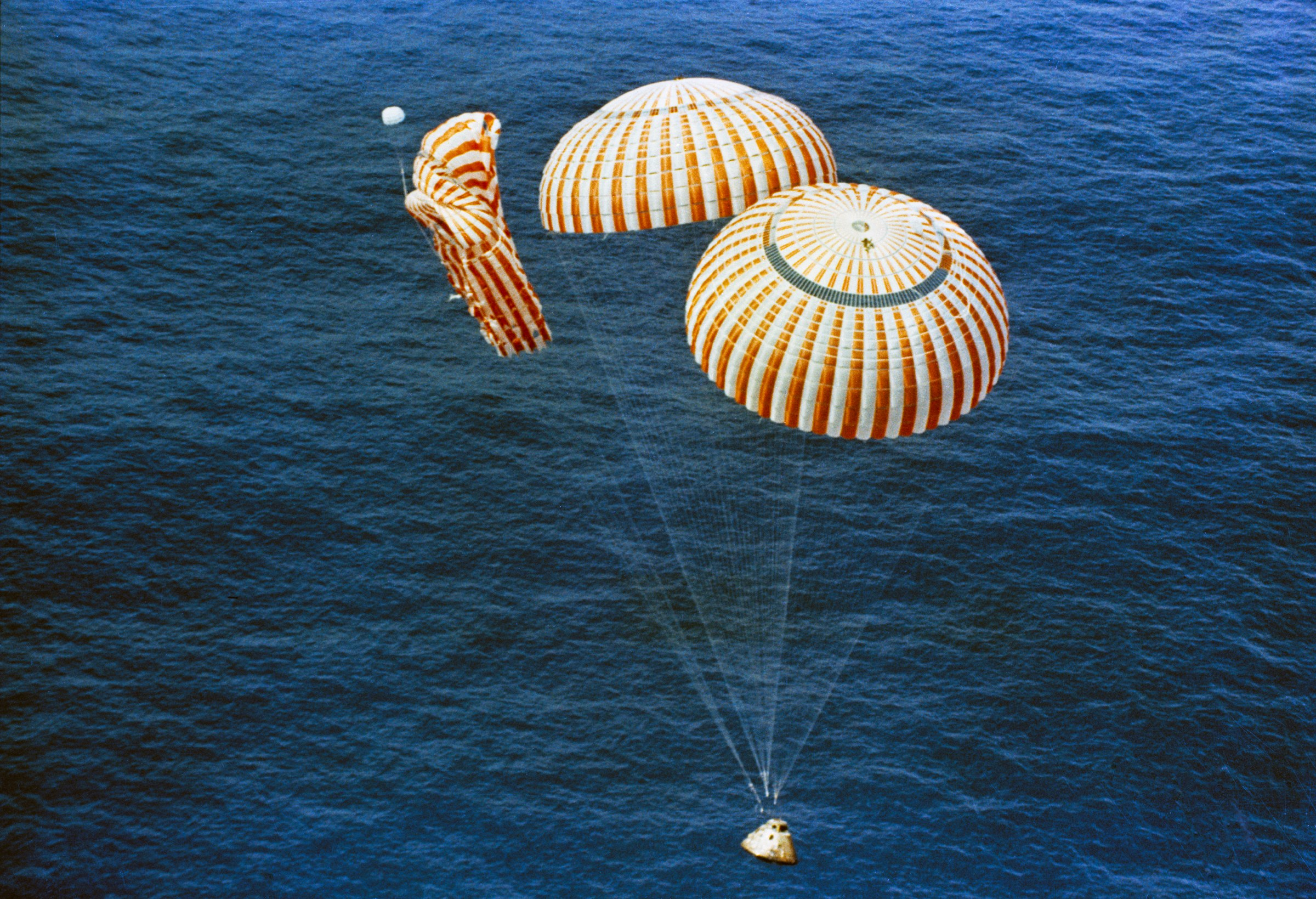
O Endeavour pouco antes da amerrissagem em 7 de agosto com apenas dois paraquedas funcionando.

O módulo de serviço foi descartado em 7 de agosto na aproximação da Terra, e pouco depois o Endeavour reentrou na atmosfera. Um dos três paraquedas não abriu, provavelmente por danos causados enquanto a nave despejava combustível, porém apenas dois eram suficientes para uma amerrissagem segura, sendo o terceiro uma redundância. A nave caiu no Oceano Pacífico e foi recuperada pelo navio de assalto anfíbio USS Okinawa. A missão durou no total doze dias, sete horas, onze minutos e 53 segundos.
Os objetivos de missão da Apollo 15 eram "realização de inspeção, pesquisa e amostragem senológica de materiais e elementos de superfície em uma área pré-selecionada da região de Hadley–Appenine. Estabelecer e ativar experimentos de superfície. Avaliar a capacidade do equipamento Apollo de proporcionar uma estadia estendida na superfície lunar, operações extraveiculares aumentadas e mobilidade na superfície. Conduzir experimentos e tarefas fotográficas em voo a partir da órbita lunar". Todos foram realizados. A missão também completou uma longa lista de outras tarefas, incluindo experimentos. Um dos objetivos fotográficos, obter imagens de um gegenschein a partir da órbita lunar, não foi realizado porque a câmera não estava apontada para o ponto correto do céu. Segundo as conclusões do relatório da missão, a jornada "foi a quarta alunissagem e resultou em uma coleção de rica informação científica. O sistema Apollo, além de proporcionar um meio de transporte, excedeu como uma instalação científica operacional".
Segundo o historiador David Woods:
| “ | Apesar de missões subsequentes terem viajado mais longe na Lua, trazido mais amostras e colocado as lições da Apollo 15 em prática, este feito de pura exploração ainda permanece como um momento grandioso de realização humana. Ela ainda é lembrada por sua combinação de entusiasmo competente, maquinário magnífico, ciência bem afiada e a grandeza de um local especial no cosmos ao lado de uma rima serpenteante e montanhas massivas e graciosas. | ” |

## Controvérsias

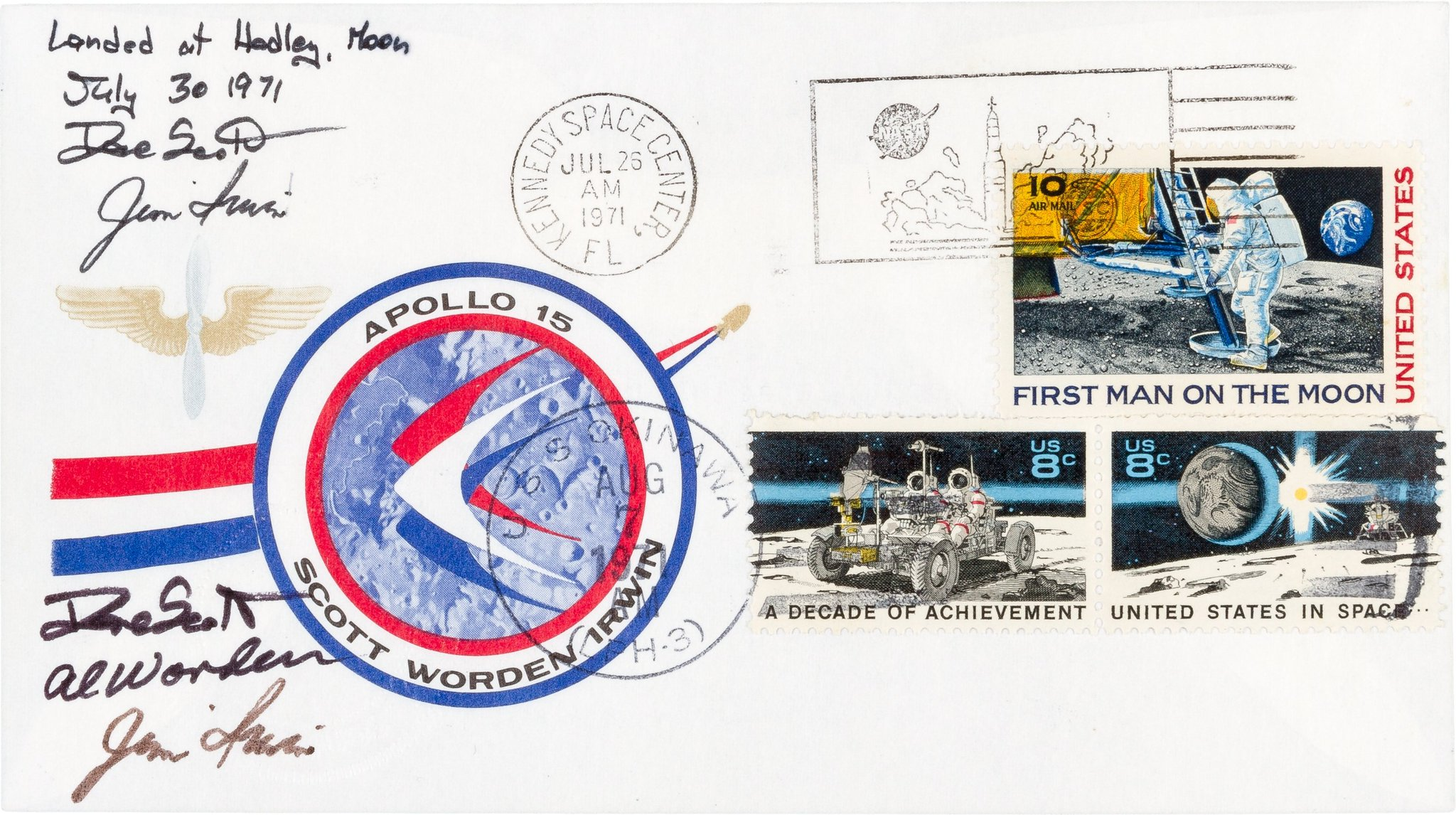
Um dos "envelopes Sieger", levado para a Lua e assinado pelos astronautas sem a autorização da NASA.

Apesar do sucesso da missão, as carreiras da tripulação foram manchadas por um acordo que fizeram antes do voo para levarem envelopes postais até a Lua em troca de sete mil dólares cada, que eles planejavam guardar para seus filhos. Walter Eiermann, que tinha muitos contatos profissionais e sociais com funcionários da NASA e o corpo de astronautas, serviu de intermediário entre a tripulação e Hermann Sieger, um comerciante de selos alemão, com Scott concordando em levar quatrocentos envelopes para a nave; estes, depois, foram transferidos para o Falcon e permaneceram no módulo lunar enquanto os astronautas realizavam suas atividades na Lua. Cem desses envelopes foram dados a Eiermann, após retornarem para a Terra, com ele repassando-os para Sieger e recebendo uma comissão. Os três não receberam permissão de Slayton para levarem os envelopes, como era exigido.
Os cem envelopes foram colocados à venda por Sieger, no final de 1971, a um preço de 1 500 dólares cada. Os astronautas receberam o pagamento, conforme combinado, porém escolheram devolver o dinheiro e não aceitar nenhum tipo de compensação. Slayton descobriu envelopes não autorizados em abril de 1972 e removeu os três da tripulação reserva da Apollo 17. A questão tornou-se de conhecimento público em junho e Scott, Worden e Irwin foram repreendidos por mau julgamento, nunca mais voltando para o espaço. Os astronautas entregaram, durante a investigação, os envelopes de que ainda estavam de posse; eles foram devolvidos em 1983, depois de Worden ter entrado com um processo judicial.
Outra controvérsia, esta envolvendo a estatueta do Astronauta Caído, surgiu algum tempo mais tarde. Scott tinha entrado em um acordo verbal com o artista belga Paul Van Hoeydonck, antes da missão, para a criação da estatueta. A intenção do astronauta, mantendo a rígida política da NASA contra a exploração comercial do programa espacial norte-americano, era de um memorial simples, com o mínimo de publicidade, mantendo o artista anônimo e sem réplicas comerciais, exceto por uma única, para exibição no Museu Nacional do Ar e Espaço, esta comissionada logo depois da revelação pública da existência da obra, durante a conferência de imprensa pós-missão. Van Hoeydonck afirmou que teve um entendimento diferente do acordo, em que ele receberia reconhecimento como o criador de um tributo para a exploração espacial humana e com direitos para vender réplicas. O artista cancelou seus planos de vender publicamente 950 cópias autografadas, depois de sofrer grande pressão da NASA.